# Arnold Czempin
Arnold Czempin (autres noms : Arnold Chempin et Arnold Cohn Chempin) (né le 8 mai 1887 à Berlin; mort le 12 novembre 1974 à New York) est un acteur allemand du cinéma muet.

## Biographie
Arnold Czempin est le fils de Clara et David Cohn Czempin et a grandi dans une famille juive de la classe moyenne berlinoise.
Il aurait été naturalisé américain en 1955.

## Filmographie

### Cinéma
- 1916 : Das unheimliche Haus
- 1916 : Ramara
- 1917 : Der Fall Routt...! : Elenors Verlobter Gerard
- 1918 : Ferdinand Lassalle
- 1919 : Das Geheimnis des Irren
- 1919 : Der Totentanz : Dr. Sellin
- 1919 : Die Erbin
- 1919 : Die Rache des Bastards
- 1919 : Die Rache ist mein
- 1919 : Die siebente Großmacht : Oscar
- 1919 : Heddas Rache
- 1919 : Lilli : Pablo Cabrera
- 1919 : Lillis Ehe : Pablo Cabrera
- 1919 : Margot de Plaisance : Maurice Malot
- 1920 : Das Recht der freien Liebe
- 1920 : Der Leidensweg des Hainar Rönelund
- 1920 : Der Unerkannte
- 1920 : Die Morphinistin : Knut von Jensen
- 1920 : Die Siegerin : Kurt Rasmus
- 1920 : Er selbst sein Gott : Theologe Hendrik Herwigh
- 1920 : Gräfin Walewska : von Branicki
- 1920 : Seine drei Frauen
- 1921 : Der tote Gast
- 1921 : Die Abenteuer der schönen Dorette
- 1921 : Susanne Stranzky
- 1923 : Der große Sensationsprozeß : Fremder Gast